# Stora famnen (roman)
Stora famnen är en roman skriven av Gösta Gustaf-Janson och utgiven 1937. Boken  filmatiserades 1940.

## Handling
Stora famnen är en roman om pengar, makt, ideologi och relationer i den borgerliga familjen Koger.
Den egocentriske gamle affärsmannen K.A. står i centrum. 

## Källa
- Gustaf-Janson, Gösta (1937). Stora famnen. Stockholm: Albert Bonniers Förlag. Libris 2680548